# 日吉 (横浜市)
日吉（ひよし）は、神奈川県横浜市港北区の町名。住所表記上の「日吉」以外に、日吉本町・箕輪町・下田町も一般に「日吉」と呼ばれる。
なお、この項では横浜市側の日吉地区を扱うが、旧日吉村が矢上川を挟んだ現在の川崎市側にも広がっていたことから、川崎市側にも「日吉地区」が存在する（川崎市側には幸区日吉合同庁舎、日吉小学校、日吉中学校、幸警察署日吉交番等がある）。
最寄り駅は、東急東横線・目黒線の日吉駅。戦前から戦後にかけて、東急電鉄（旧：東京横浜電鉄）が住宅街として開発し、1933年（昭和8年）に東急が慶應義塾を誘致して進出が決定した。
かつては「東急電鉄発祥の地」記念碑が日吉二丁目に存在したが、2001年（平成13年）5月に撤去され、元住吉検車区内にある社員研修所前に移設されている。

## 地名の由来
現在の横浜市港北区日吉本町2丁目にある金蔵寺の裏にあった日吉権現に因んで名づけられたといわれている。日吉権現はもともと滋賀県の比叡山にある日吉山王（ひえさんのう）、現在の日枝神社の分霊である。金蔵寺には日吉権現の碑が現存しており、傍らには「日吉山王権言の由来」という石碑があって当時の様子が窺える。東急東横線の日吉駅には「関東の駅百選認定駅」というプレートがあり、その中でも駅名の由来が書かれている。

## 沿革
江戸時代、後の日吉を構成する駒林村・駒ケ橋村・箕輪村・矢上村・南加瀬村・小倉村・鹿島田村・北加瀬村の各村は武蔵国橘樹郡に属していた。これら母体の各村は、箕輪村を除き東海道川崎宿の助郷村の関係であった。箕輪村は神奈川宿ならびに保土ヶ谷宿の助郷村になっていた時期がある。
1872年（明治5年）、大区小区制に伴い母体各村は神奈川県第3大区7小区（箕輪）、第4大区6小区（小倉）・7小区（鹿島田）・8小区（北加瀬）・9小区（駒林・駒ケ橋・矢上・南加瀬）にそれぞれ属することとなった。
1878年（明治11年）、郡区町村編制法の制定に伴い、橘樹郡および母体各村が復活。
1889年（明治22年）、市町村制施行に伴う町村合併で、神奈川県橘樹郡のうち、駒林村・駒ケ橋村・箕輪村・矢上村・南加瀬村・小倉村・鹿島田村が合併して、日吉村が成立。大字矢上字下町の矢上橋西詰に村役場を設置し、村内に7大字を置いた。
1925年（大正14年）、橘樹郡住吉村の大字北加瀬を編入。その後1928年（昭和3年）に横浜市と川崎市からそれぞれ合併の勧誘を受けるが、日吉村では全村合併を前提に話を進めていたため、なかなか進展しなかった。
日吉村は矢上川を挟んで大きく東部と西部に分かれており、東部4大字（北加瀬・南加瀬・小倉・鹿島田）は二ヶ領用水を通じた稲作を主体としていたため、川崎市域との結び付きが強かった（現在では盆踊りに「川崎おどり」が用いられている）。
これに対し、西部4大字（駒林・駒ケ橋・箕輪・矢上）は桃などの果物生産出荷を通じて横浜市域との結び付きが強く、特に箕輪は日吉村成立までは連合村結成などで綱島や樽、大曽根との結びつきが強かったが、1926年（大正15年）の東急東横線開通後はその傾向が一層強くなっていた。
1933年（昭和8年）に東京横浜電鉄（現在の東急電鉄）が慶應義塾予科を誘致した際、横浜市より水道を引いたことで、合併問題は深刻化する。8大字で住民投票が行われるが、西部四大字と東部の南加瀬が横浜市合併という結果となったため話はこじれた。一時は村議会一致で全村横浜市合併を決議したが、反対派による実力行使騒動があり事態は紛糾。村議会はこの決議を白紙撤回した。
結局神奈川県知事の裁定により、1937年（昭和12年）分村合併が実施される。矢上川以西は横浜市神奈川区に編入され、日吉町・日吉本町・下田町・箕輪町の四町が置かれた。矢上川以東は川崎市に編入され、川崎市は五大字（矢上・北加瀬・南加瀬・小倉・鹿島田）を継承した。
警察は全村川崎警察署の管轄であった。分村合併に際し横浜市側を神奈川警察署に移管したが、その後1967年（昭和42年）に港北警察署に分署した。川崎市側は1942年（昭和17年）に中原警察署に分署されたが、1974年（昭和49年）に幸警察署に移管している。
だがこれに対し、郵便は中原郵便局のままであった。1960年（昭和35年）横浜市側は新設の港北郵便局に移管された。郵便番号は導入された1968年（昭和43年）から「222」となったが、更に1971年（昭和46年）の綱島郵便局完成で再移管され、郵便番号も「223」に変更された。
電話については、その前に電電公社に分社されたためそのままにされた。このため横浜市側の電話も川崎電話に編入され、市外局番は「044」となり、準市外局扱いで同じ横浜市内へも「045」をダイヤルする必要があり、また川崎市域へダイヤルする際も「044」をダイヤルしないと通じなかった。1990年（平成2年）9月30日までこの状態が続いた。
1930年頃（昭和初期）から、日吉はイチジクの名産地で、町内の広い範囲に複数のイチジク農園が存在していた。最盛期の1960年頃（昭和30年代）には春はイチゴ狩り、夏はイチジク狩りの観光地として東京から多くの観光客が訪れる近郊農業地域であった。1970年前後（昭和40年代）以降は急速に都市化が進展し、宅地開発の進行や農家の高齢化などの理由から、1970年代頃にはほとんどの農園は廃業し住宅地へ整地された。
2008年（平成20年）3月30日、横浜市営地下鉄グリーンライン（4号線）の日吉駅、日吉本町駅が開業。

### 町名の変遷
日吉村を合併した際、矢上・駒林・駒ケ橋・箕輪・南加瀬の5大字を廃して、日吉町（大字矢上及び南加瀬）・日吉本町（大字駒林）・下田町（大字駒ケ橋）・箕輪町（大字箕輪）の四町を置いた。
日吉町は日吉村に由来した町名（日吉村役場が大字矢上に所在した）であるが、日吉本町はその「日吉」の名のルーツである金蔵寺が所在するため「本町」を名乗った。下田町は駒ケ橋に存在した下田地蔵尊（曹洞宗真福寺）に由来。箕輪町は大字箕輪（「箕輪」の由来は諸説あり、現在も明確になっていない）に由来する。
1977年（昭和52年）から1989年（平成元年）にかけて住居表示が実施され、4町の代わりに日吉一 - 七丁目、日吉本町一 - 六丁目、下田町一 - 六丁目、箕輪町一 - 三丁目の計22町が設置された。
- 日吉
  - 日吉一丁目 - 日吉町字谷戸（俗に「常盤台」）の全域および字耕地の一部
  - 日吉二丁目 - 日吉町字上ノ町（俗に「台」）・耕地・仲ノ谷・一本松・根搦の各一部
  - 日吉三丁目 - 日吉町字仲ノ町の全域および上ノ町・仲ノ谷・大門・下ノ町・三軒家の各一部
  - 日吉四丁目 - 日吉町字中ノ原・上ノ原の全域および仲ノ谷・一本松・大門・下ノ町・宮前・宮ノ台・欠山の各一部
  - 日吉五丁目 - 日吉町字三軒家・宮前・宮ノ台・欠山耕地（俗に「宮前西町」）・欠山・越路（南加瀬）の各一部
  - 日吉六丁目 - 日吉町字袋河岸（俗に「袋」）・窪新田（または久保新田）・榎戸・新田（南加瀬）・新川向（元鶴見区駒岡町）の各一部
  - 日吉七丁目 - 日吉町字袋河岸・窪新田（または久保新田）・欠山耕地・欠山の各一部
- 日吉本町
  - 日吉本町一丁目 - 日吉本町字北原・東原・清水の全域
  - 日吉本町二丁目 - 日吉本町字中原・堂中の全域および字東根・中村前・鯛ケ崎の各一部
  - 日吉本町三丁目 - 日吉本町字殿袋の全域および字内田・中橋・前耕地・鯛ケ崎の各一部
  - 日吉本町四丁目 - 日吉本町字船橋・沖野・居家操の全域および内田・中橋・前耕地の各一部
  - 日吉本町五丁目 - 日吉本町字池ノ下・檜入の全域および字鯛ケ崎・大谷戸の各一部
  - 日吉本町六丁目 - 日吉本町字西根・西原の全域および字中村前・東根・大谷戸の各一部
- 下田町
  - 下田町一丁目 - 下田町字大下・中町・一本松の各一部
  - 下田町二丁目 - 下田町字大下・北原・中町の各一部
  - 下田町三丁目 - 下田町字中駒の全域および字北原・杉並・西ノ前の各一部
  - 下田町四丁目 - 下田町字一本松・杉並・西ノ前・南原の各一部
  - 下田町五丁目 - 下田町字南原・カサの各一部
  - 下田町六丁目 - 下田町字屋ケ増（八ケ舛とも。俗に「下田上町」）の全域および字カサの一部
- 箕輪町
  - 箕輪町一丁目 - 箕輪町字諏訪下（(梅ケ枝)谷戸・上形・向方）の一部
  - 箕輪町二丁目 - 箕輪町字樋下の全域および舟下の一部
  - 箕輪町三丁目 - 箕輪町字諏訪下（根方・(夕日山)洞谷）・舟下（竹ノ花）の各一部

小字は原則として日吉村時代のものが横浜市編入時にそのまま引き継がれたが、この小字は1889年（明治22年）に確定したものであり、それ以前から通用していた小名とは多少異なる。特に箕輪町字諏訪下は大きく集約されていた。
また、横浜市編入後、南綱島町・北綱島町・高田町・鶴見区駒岡町・川崎市と幾度か境界変更を行っており、その都度小字も変動し統合されている。
この他、小字と通称が異なる箇所があるのは、おおむね小字が成立した以降に集落単位で成立した「組」の呼称が承継されたものである。

### 日吉町の沿革
1952年（昭和27年）4月9日、耕地整理に伴い箕輪町との境界を変更。1959年（昭和34年）3月10日、土地改良事業に伴い、下田町の一部を編入する。1961年（昭和36年）12月1日、土地改良事業に伴い、南綱島町の一部を編入する。1962年（昭和37年）2月1日、鶴見区駒岡町の一部を編入する。1973年（昭和48年）6月11日、綱島地区の住居表示の実施に伴い、北綱島町、南綱島町の各一部を編入する。1975年（昭和50年）2月15日、川崎市との市境界変更で一部（昭和37年に鶴見区から編入した区域の一部）を川崎市幸区南加瀬に編入する。

## 町名の日吉
現行行政地名は日吉一丁目から日吉七丁目。住居表示実施済区域。

### 地価
住宅地の地価は、2025年（令和7年）1月1日の公示地価によると、日吉一丁目7-44の地点で43万7000円/m²、日吉三丁目11-2の地点で41万7000円/m²、日吉五丁目21-23の地点で32万7000円/m²、日吉六丁目3-14の地点で32万8000円/m²となっている。

### 世帯数と人口
2025年（令和7年）6月30日現在（横浜市発表）の世帯数と人口は以下の通りである。
| 町名       | 世帯数     | 人口     |
| ---------- | ---------- | -------- |
| 日吉一丁目 | 1,243世帯  | 2,294人  |
| 日吉二丁目 | 1,894世帯  | 3,262人  |
| 日吉三丁目 | 1,731世帯  | 2,625人  |
| 日吉四丁目 | 1,248世帯  | 1,973人  |
| 日吉五丁目 | 2,669世帯  | 4,699人  |
| 日吉六丁目 | 1,359世帯  | 2,882人  |
| 日吉七丁目 | 2,438世帯  | 4,677人  |
| 計         | 12,618世帯 | 22,412人 |

#### 人口の変遷
国勢調査による人口の推移。
| 年                 | 人口   |
| ------------------ | ------ |
| 1995年（平成7年）  | 18,821 |
| 2000年（平成12年） | 20,333 |
| 2005年（平成17年） | 20,816 |
| 2010年（平成22年） | 21,765 |
| 2015年（平成27年） | 22,397 |
| 2020年（令和2年）  | 23,552 |

#### 世帯数の変遷
国勢調査による世帯数の推移。
| 年                 | 世帯数 |
| ------------------ | ------ |
| 1995年（平成7年）  | 8,921  |
| 2000年（平成12年） | 10,168 |
| 2005年（平成17年） | 10,781 |
| 2010年（平成22年） | 11,662 |
| 2015年（平成27年） | 12,160 |
| 2020年（令和2年）  | 13,108 |

### 学区
市立小・中学校に通う場合、学区は以下の通りとなる（2024年11月時点）。
| 町名       | 街区                       | 小学校               | 中学校                 |
| ---------- | -------------------------- | -------------------- | ---------------------- |
| 日吉一丁目 | 6番11〜14号                | 横浜市立下田小学校   | 横浜市立日吉台西中学校 |
| 日吉一丁目 | 1番〜6番10号 6番15号〜25番 | 横浜市立日吉台小学校 | 横浜市立日吉台中学校   |
| 日吉二丁目 | 全域                       | 横浜市立日吉台小学校 | 横浜市立日吉台中学校   |
| 日吉三丁目 | 1〜3番                     | 横浜市立日吉台小学校 | 横浜市立日吉台中学校   |
| 日吉三丁目 | 4〜23番                    | 横浜市立矢上小学校   | 横浜市立日吉台中学校   |
| 日吉四丁目 | 1番 4〜21番                | 横浜市立矢上小学校   | 横浜市立日吉台中学校   |
| 日吉四丁目 | 2番、3番                   | 横浜市立日吉台小学校 | 横浜市立日吉台中学校   |
| 日吉五丁目 | 1〜4番                     | 横浜市立箕輪小学校   | 横浜市立日吉台中学校   |
| 日吉五丁目 | 5〜32番                    | 横浜市立矢上小学校   | 横浜市立日吉台中学校   |
| 日吉六丁目 | 1〜13番                    | 横浜市立矢上小学校   | 横浜市立日吉台中学校   |
| 日吉六丁目 | 14番                       | 横浜市立綱島東小学校 | 横浜市立日吉台中学校   |
| 日吉七丁目 | 1〜7番                     | 横浜市立箕輪小学校   | 横浜市立日吉台中学校   |
| 日吉七丁目 | 8〜22番                    | 横浜市立矢上小学校   | 横浜市立日吉台中学校   |

### 事業所
2021年（令和3年）現在の経済センサス調査による事業所数と従業員数は以下の通りである。
| 町名       | 事業所数  | 従業員数 |
| ---------- | --------- | -------- |
| 日吉一丁目 | 42事業所  | 193人    |
| 日吉二丁目 | 208事業所 | 2,077人  |
| 日吉三丁目 | 67事業所  | 1,415人  |
| 日吉四丁目 | 43事業所  | 2,410人  |
| 日吉五丁目 | 72事業所  | 608人    |
| 日吉六丁目 | 42事業所  | 337人    |
| 日吉七丁目 | 98事業所  | 1,203人  |
| 計         | 572事業所 | 8,243人  |

#### 事業者数の変遷
経済センサスによる事業所数の推移。
| 年                 | 事業者数 |
| ------------------ | -------- |
| 2016年（平成28年） | 578      |
| 2021年（令和3年）  | 572      |

#### 従業員数の変遷
経済センサスによる従業員数の推移。
| 年                 | 従業員数 |
| ------------------ | -------- |
| 2016年（平成28年） | 7,007    |
| 2021年（令和3年）  | 8,243    |

### その他
郵便番号
- 223-0061[4]（集配局：綱島郵便局[20]）

警察
町内の警察の管轄区域は以下の通りである。
| 町名       | 街区 | 警察署     | 交番         |
| ---------- | ---- | ---------- | ------------ |
| 日吉一丁目 | 全域 | 港北警察署 | 日吉駅前交番 |
| 日吉二丁目 | 全域 | 港北警察署 | 日吉駅前交番 |
| 日吉三丁目 | 全域 | 港北警察署 | 日吉東交番   |
| 日吉四丁目 | 全域 | 港北警察署 | 日吉東交番   |
| 日吉五丁目 | 全域 | 港北警察署 | 日吉東交番   |
| 日吉六丁目 | 全域 | 港北警察署 | 日吉東交番   |
| 日吉七丁目 | 全域 | 港北警察署 | 日吉東交番   |

## 日吉駅周辺
日吉駅ビルは、日吉東急avenue（旧 日吉東急百貨店）となっている。駅西側の駅前地区は、駅を中心に放射状および円周状の道路で区画されている。商店街は慶大生から「ひようら」と呼ばれている。
駅周辺は総じて住宅地となっており、これら住宅地と日吉駅の間を東急バスが運行する。住宅地が急激に増加したのに対し道路整備が遅れたため、大型バスが狭隘道路を通っている。かつては日吉駅に隣接して日吉4丁目2-7に東急バス日吉営業所が置かれていた（1993年に東急バス東山田営業所へ移転）。
駅東側には、慶應義塾大学の日吉キャンパス・矢上キャンパス・慶應義塾高等学校や、日本大学中学校・高等学校、東京綜合写真専門学校がある。駅西側には、慶應義塾普通部や慶大および附属学校の野球、サッカー、ラグビー、ホッケーのグラウンド、テニスコートがある。
慶應義塾大学日吉キャンパスの東側には、東海道新幹線のトンネルが通っている。

### 慶應義塾大学

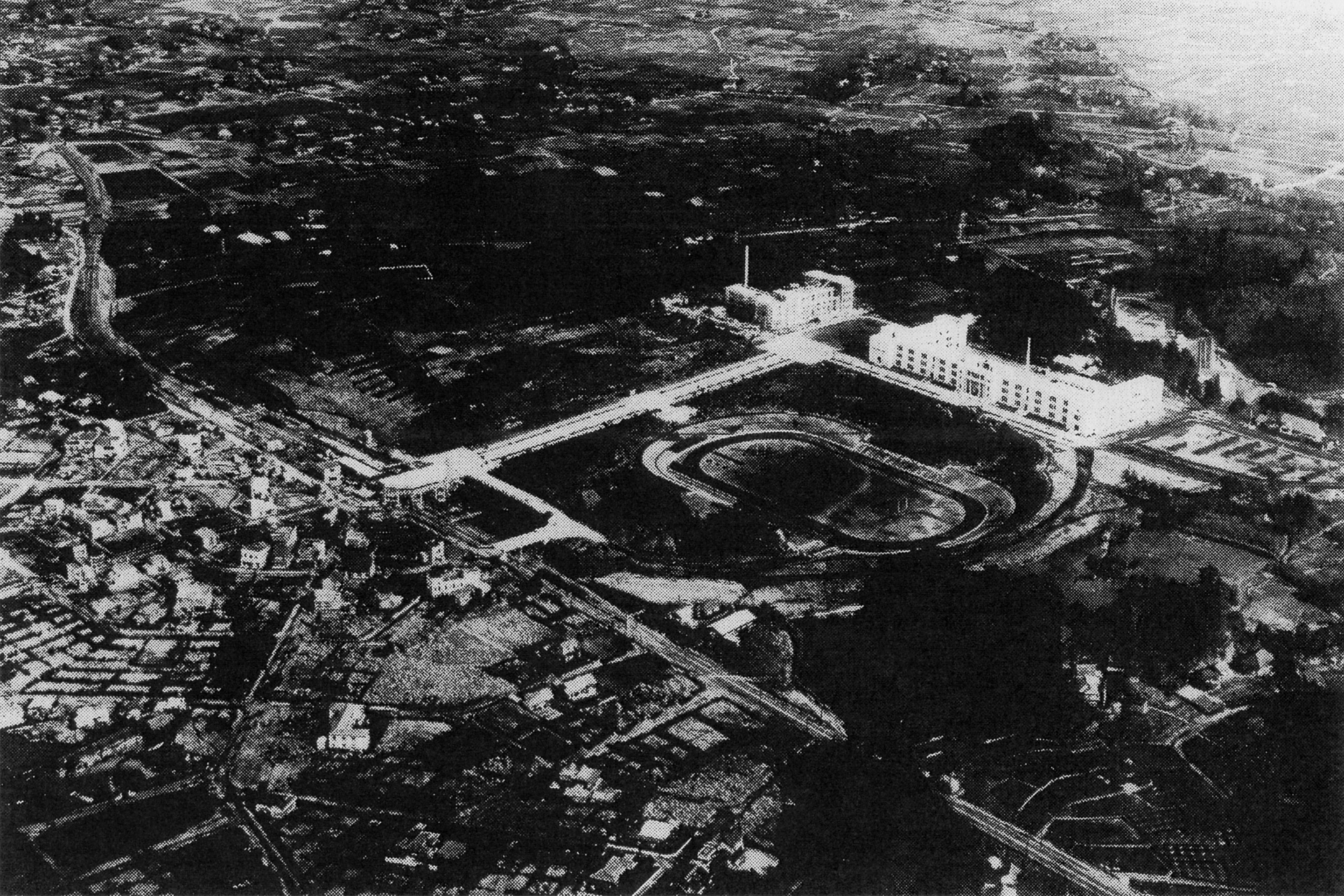
慶應義塾大学日吉キャンパス（1935年頃）

慶應義塾大学日吉キャンパスは、慶應義塾の創立75周年記念事業として1934年（昭和9年）に開設された。
1920年に私立大学として初の認可を得た慶應義塾大学は、1927年に予科を郊外に移転することを決定、その報に接した目黒蒲田電鉄・東京横浜電鉄両社は、日吉村の日吉台の土地7万2000坪を無償で提供する用意があると申し入れたが、逆に慶應側から、一般所有者から購入する土地4万8000坪についても電鉄側が幹旋し、その価格は坪5円以内で引き渡すこと、また価格次第ではその他10万坪まで買収することなどの条件が提示された。小田原急行鉄道、箱根土地なども慶應に土地の提供を申し出たこともあって、五島慶太が大学側の条件を飲むことを決定、1929年7月3日に仮契約を締結した。こうして東京横浜電鉄日吉駅東側の丘陵地が慶應に寄付されたが、駅西側の日吉台住宅地（1926年）では、日吉駅および慶應義塾大学予科の並木道の軸に合わせて、中央通り（6間幅）と左右の放射道路（4間幅）が伸ばされ、同心半八角形状の道路（3間幅）で結ばれている。環状をなす曲線道路が直線道路に置き換えられて、住宅用（約140坪）と商店用（約8坪）の不整形な画地が減された。
日吉駅東側に隣接しており、駅前からまっすぐ銀杏並木が延びている。並木道の南側には陸上競技場、北側には図書館、来往舎をはじめ大学校舎がおかれ、来往舎は第48回神奈川建築コンクールの一般建築物部門優秀賞を得ている。また、並木道の終点にある広場に面しては、創立100周年を記念して建設された日吉記念館を正面に、左右にはキャンパス開設時に建設された第一校舎（現在は慶應義塾高等学校校舎）、第二校舎が向かい合って建っている。
太平洋戦争中は日吉キャンパスが海軍に接収され、連合艦隊司令部などの海軍中枢がおかれた（日吉台地下壕）。このため、戦争末期には空襲などの戦争被害を受けた。当時の地下壕2.6キロメートルがいまも日吉キャンパス内に残っているほか、普通部近くにも2.0キロメートルの地下壕がある。戦後はアメリカ軍に接収された。

### 周辺施設
- 日吉東急avenue（日吉二丁目）
- 慶應義塾大学日吉グラウンド（日吉本町二丁目）
- 慶應義塾大学日吉馬場（日吉二丁目）
- 横浜市日吉地区センター（日吉本町一丁目）
- 日吉公園（日吉二丁目）
- 鯛ヶ崎公園（日吉本町五丁目）
- 松の川緑道（下田町一丁目～高田町）

## 学校

### 私立学校
- 慶應義塾
  - 慶應義塾大学
    - 日吉キャンパス（日吉四丁目）
    - 矢上キャンパス（日吉三丁目） - 理工学部

  - 慶應義塾高等学校（慶應義塾大学日吉キャンパス内）
  - 慶應義塾普通部（日吉本町一丁目）
- 日本大学中学校・高等学校（箕輪町二丁目）
- 東京綜合写真専門学校（箕輪町二丁目）

### 公立学校
- 横浜市立矢上小学校（日吉三丁目）
- 横浜市立日吉台小学校（日吉本町一丁目）
- 横浜市立駒林小学校（日吉本町二丁目）
- 横浜市立日吉南小学校（日吉本町四丁目）
- 横浜市立下田小学校（下田町四丁目）
- 横浜市立箕輪小学校 (箕輪町二丁目)
- 横浜市立日吉台中学校（日吉本町四丁目）
- 横浜市立日吉台西中学校（日吉本町五丁目）

## 行政施設
- 日吉駅行政サービスコーナー（日吉二丁目）- 東急東横線日吉駅内
- 横浜市港北消防署日吉消防出張所（箕輪町二丁目）

## 寺社
- 清林山佛乘院金蔵寺（日吉本町二丁目）
- 西光院（日吉本町五丁目）
- 日吉不動尊（日吉二丁目）
- 真福寺（下田地蔵尊。下田町の名の由来。下田町三丁目）
- 大聖院（箕輪町三丁目）
- 駒林神社（日吉本町二丁目）
- 熊野神社（日吉五丁目）
- 下田神社（1970年創建。下田町三丁目）
- 諏訪神社（箕輪町三丁目）
- 日吉神社（「日吉町の神社」。山王社ではなく神明社。日吉三丁目）